# التسلسل الزمني للتصلب الحدبي

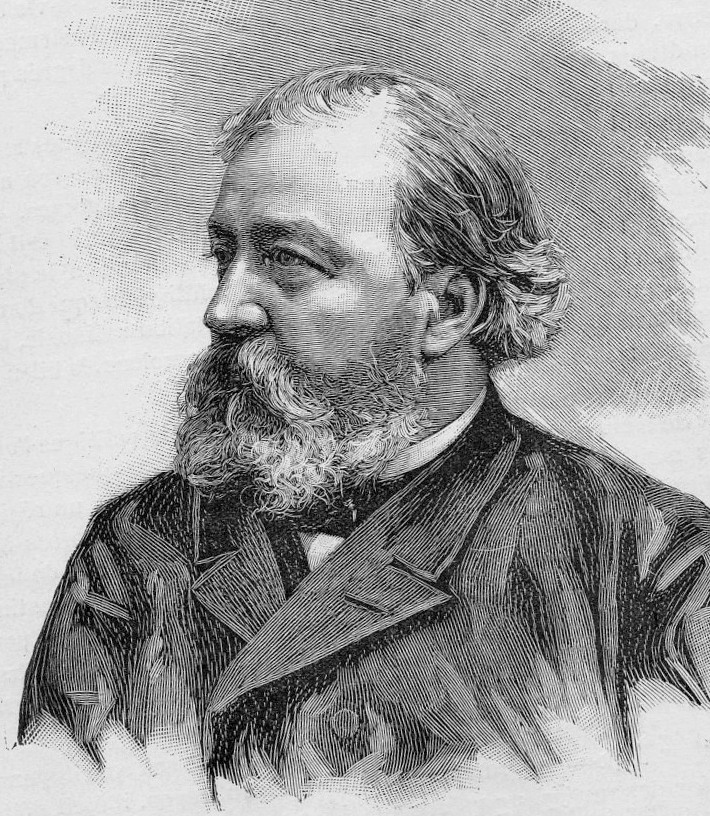
ديزري-ماغلوار بورنفيل هو أول من وصفَ المرض عام 1880، وأطلقَ عليه اسم «التصلب الحَدبي لتلافيف المخ» (Sclérose tubéreuse des circonvolutions cérébrales)

يمتدُ تاريخُ أبحاثِ التصلب الحَدَبِي إلى أقلِ من 200 عام. التصلب الحَدَبي (بالإنجليزية: Tuberous Sclerosis)‏ ويُدعى اختصارًا TSC، هوَ اضطرابٌ جينيٌ نادرٌ مٌتعددُ الأجهزة، ويُمكنُ أن يؤدي إلى نمو أورامٍ حميدة في الدماغ أو في الأعضاءِ الحيوية الأخرى مثل الكلية، والقلب، والعين، والرئة، والجلد. يَترافقُ التصلب الحَدَبي مع مجموعةٍ من الأعراض والتي تتضمن نوباتٍ صرعية، وتأخرٍ نمائي، واضطراباتٍ سلوكية، وتشوهاتٍ جلدية، بالإضافة إلى أمراضٍ في الرئة والكلية. يحدثُ التصلب الحَدبي بسبب طفراتٍ في واحدٍ من الجينين، TSC1 وTSC2، واللذان على الترتيب يُشفران بروتيني همراتن وتوبرين، حيثُ تعمل هذه البروتينات كابتاتٍ للنمو الورمي ومنظماتٍ لتمايُزِ وتكاثرُ الخلايا. سابقًا كان التَصلب الحَدَبي يُعتبر مرضًا نادرًا لافتًا للنظر، ولكنهُ الآن أصبح محورًا مُهمًا للبحثِ حول تكونِ الأورام وكبتها.
عادةً ما يُقسم تاريخُ البُحوث المتعلقة بالتصلب الحَدبَي إلى أربعِ فترات. في أواخرٍ القرن التاسع عشر، وصفَ أطباءٌ بارزون يعلمون في المستشفياتِ التعليمية الأوروبية أولًا المظاهر الطبية القشرية والجلدية، وقد كرمَ هؤلاء الباحثون الأوائل بتسمياتٍ للتصلب الحَدبي مرُتبطةٍ بأسمائهم مثل «مرض برنفيل» و«ورم برينغل الغدي الزهمي». في بدايةِ القرن العشرين، حُددت هذه الأعراض بأنها مرتبطةٌ بحالةٍ طبيةٍ واحدة، واكتُشف أنَّ المرض يُصيب أعضاء أُخرى، وأنَّ المرض مُتباينٌ في شدته وتختلفُ مظاهره من حالةٍ إلى أُخرى. شهدت أواخر القرن العشرين تحسُناتٍ كبيرة في تقنيات التصوير القحفي، وأيضًا اكتُشف الجينين المُرتبطان بالمرض. أخيرًا، شهدت بدايةُ القرن الحادي والعشرين بدايةً في الفهم الجزيئي للمرض، بالإضافة إلى جوانب علاجية غير جراحية مُحتملة.

## القرن التاسع عشر

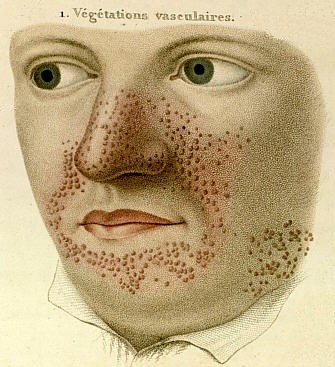
ناميات راير الوعائية (végétations vasculaires)

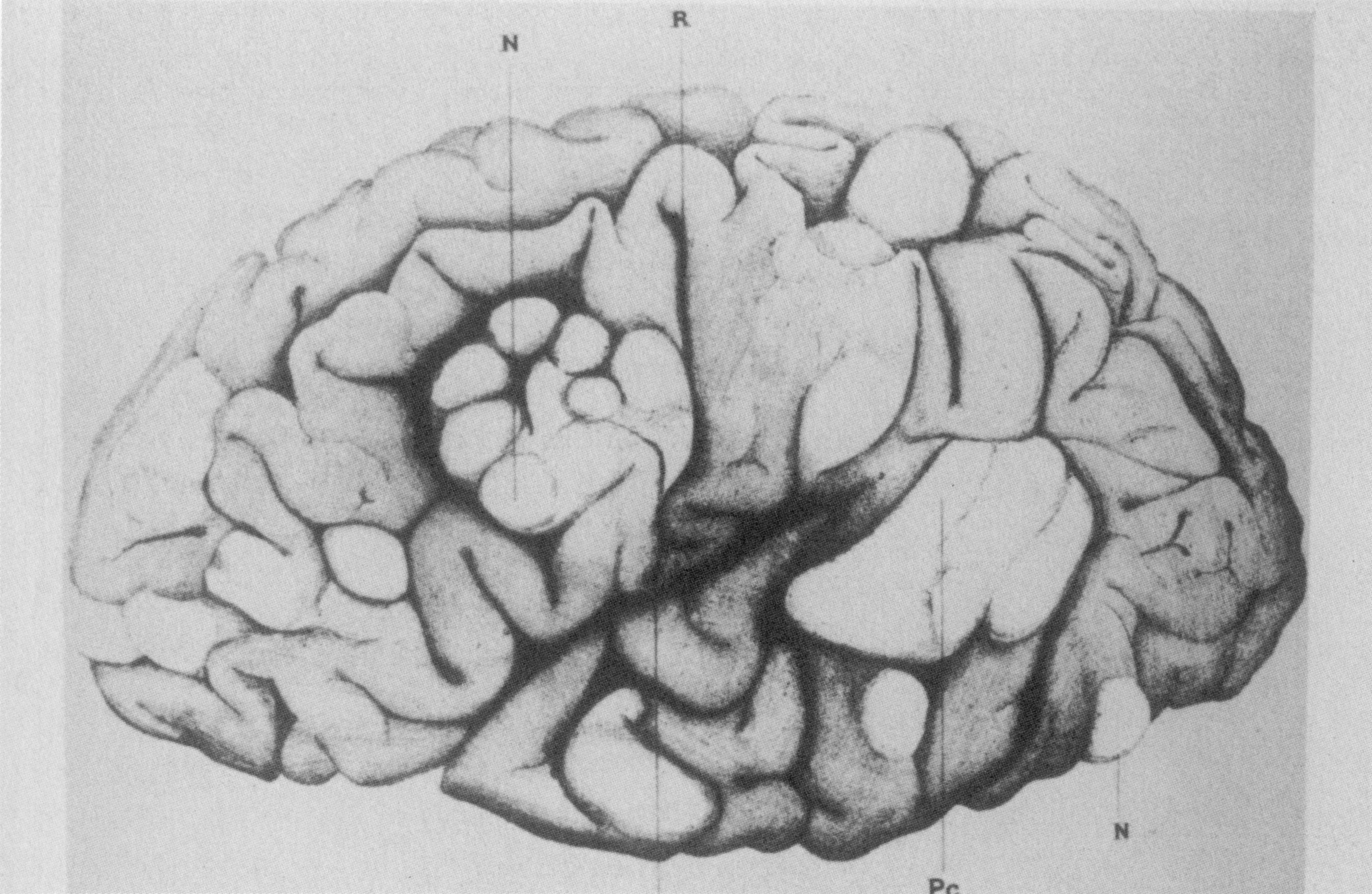
تصلب حدبي دماغي يُظهر دورانات تصلبية متضخمة

1835نَشر طبيب الجلد الفَرنسي بيير فرانسوا أوليف راير أطلسًا لأمراضِ الجلد، يحتوي على 22 لوحة ملونة كبيرة مع 400 شَكل، مَعروضة بترتيبٍ جهازي. الشَكل الأول في الصفحة 20، يُعتبر أول رسم يَصف مرض التَصلب الحَدَبي، وعُنونَ باسم "végétations vasculaires" (تَعني الناميات الوعائية)، حيثُ لاحظ راير أنَّ هُناك «أوعية دموية صغيرة، ذات مظهر حطاطي، تنمو سريعًا وتنتشر على الأنف وحول الفم». لم يذكُر أيَّ حالةٍ طبية مُرتبطة بهذا الاضطراب الجلدي.
1850وَصف طبيبا الجلد الإنجليزيين توماس أديسون والسير ويليام غول، في تقارير مستشفى غاي، حالة فتاة في الرابعة من عُمرها ولديها «طفح غريب يمتد عبر الأنف ويؤثر بشكلٍ طفيف على كلا الخدين»، وأطلقا عليه اسم "vitiligoidea tuberosa" (تَعني تخطيط بهاقي حَدَبي).
1862قامَ الطبيب الألماني فريدرش دانيل فون ركلينغهاوزن، والذي كان يعمل مساعدًا لرودلف فيرخوف في معهد التشريح المرضي في برلين، بتقديم حالة لجمعية التوليد في المدينة، حيثُ كانَ قلب الرضيع الذي تُوفي بعد التقاطه لبضعة أنفاسٍ فسحب مُصابًا بعدة أورام، فأطلق على هذه الأورام تسمية «أورام عضلية» (myomata)، كان واحدٌ منها بحجم بيضة الحمام. كما لاحظَ أنَّ الدماغ يحتوي على عددٍ كبيرٍ من التصلبات، وكان شبه مؤكد أنها ورم عضلي مُخطط قلبي وحدبات قشرية دماغية لمرض التصلب الحدبي، ولكنه فشلَ في التعرض على المرض المُميز، واعتبرهُ صفةً تشريحيةً مرضيةً غَريبة. بدلًا من ذلك، أصبح اسم فون ركلينغهاوزن مرتبطًا بالورام الليفي العصبي، وذلك بعد نشره بحثًا تقليديًا عام 1881.
1864نشر أخصائي علم الأمراض الألماني رودلف فيرخوف عملاً مكوناً من ثلاثة مجلداتٍ عن الأورام، والتي وصفت الطفل المُصاب بالتصلب الحدبي الدماغي والورم العضلي المخطط القلبي. يُعتبر وصف رودلف أول إشارةً إلى أنَّ هذا المرض قد يكون مرضًا وراثيًا، حيثُ أنَّ أُخت الطفل تُوفيت بسبب ورمٍ دماغي.
1880حَصل طبيب الأعصاب الفرنسي ديزري-ماغلوار بورنفيل على فرصةٍ للتعامل مع المَرض الذي يحملُ اسمه (التَصلب الحدبي يُسمى أيضًا مرض بورنفيل)، وكانَ يعمل مساعدًا غيرَ رسميٍ لجان مارتن شاركو في مستشفى بيتي سالبترير. بينما كانَ ديزري يحلَ محلَّ أستاذه لويس ديلاسيوف، ذهبَ إلى ماري، وهي فتاة تبلغُ من العُمر 15 عامًا وتعاني من تَأخُرٍ حركيٍ نفسي، وصرع، وطفحٍ حطاطي حويصلي متمادٍ في الأنف والخدين والجبين، وَلديها تاريخ من النوبات منذُ مرحلة الرضاعة، وكانت قد نُقلت إلى مستشفى الأطفال وهي في الثالثةِ من عمرها، وحددت كحالةٍ ميؤوسٍ منها. كانت تُعاني أيضًا من صعوباتٍ في التعلم، ولم يكن بإمكانها المشي أو التحدث؛ وبينما كانت تحتَ رعاية بورنفيل، ازداد عندها عدد النوبات، والتي جاءت على شكل مجموعات. عُولجت بالكينا، وبروميد الكافور، ونتريت الأميل، وباستعمال العلقيات خلف الأذن. تُوفيت ماري في المُستشفى بتاريخ 7 مايو 1879. أظهر تشريح الجثة بعد الوفاة وجود حدباتٍ صلبةٍ كثيفةٍ في تلافيف الدماغ، وأطلقَ بورنفيل عليها اسم "Sclérose tubéreuse des circonvolutions cérébrales" (التصلب الحَدبي لتلافيف المخ)، كما خَلصَ بورنفيل إلى أنَّ هذه الحدبات كانت مصدرَ النوبات، بالإضافة لذلك، عُثرَ في الكليتين على كتلٍ صلبةٍ بيضاء، بحجمِ حبة الجوز.
1881وصفَ الطبيب الألماني هارتغين حالةً لطفلٍ عُمره يومين تُوفي في حالة صرعية، وكشفَ الفحص بعد الوفاة عن وجودِ أورامٍ صغيرة في البطينات الجانبية للدماغ مع تصلباتٍ قشرية، وأطلقَ عليه اسم "glioma gangliocellulare cerebri congenitum" (ورم دبقي عقدي الخلايا دماغي خلقي).
1881قام بورنفيل وإدوارد بريسو بفحص طفلٍ يبلغ من العمر 4 سنوات في مستشفى بيسيتر، ومثل السابق، كان لدى المريض حدباتٌ قشرية وصرع وصعوبات في التعلم، إضافة لوجود لغط في القلب. وأظهر الفحص بعد الوفاة أنَّ لديه أورام صلبة صغيرة في جدران البطين في الدماغ (عقيدات تحت البطانة العصبية)، بالإضافة لوجود أورامٍ صغيرة في الكليتين (أورام شحمية عضلية وعائية).
1885وثقَ الطبيبان الفرنسيان فيليكس بالزر وبيير يوجين مينتري حالةً مُصابة بورمٍ غدّي في الغدد الدهنية الموجودة في الوجه وفروة الرأس (adénomes sébacés de la face et du cuir)،، ومنذُ ذلك الوقت ثبتَ أنَّ المُصطلح المُستعمل غير صحيح؛ لأنها ليست أورامًا غدية وليست خارجةً من الغدد الدهنية، وأصبح الطفح الجلدي يُعرف منذئذٍ باسم «ورم وعائي ليفي وجهي».
1885نشرَ طبيبا الجلد فرانسوا هنري هالوبو وإيميلي ليريددي عن حالةٍ مُصابة بورم غدي زهمي ذي طبيعةٍ ليفية صلبة. وقد وصفا أولًا اللويحات الحرشاء ثُم وصفا لاحقًا وجود ارتباطٍ بين الطفح الوجهي والصرع.
1890وصف طبيب الجلد الإسكتلندي جون جيمس برينغل، والذي كان يعمل في لندن، حالة امرأة تبلغُ من العمر 25 عامًا، تُعاني من تدني الذكاء عن المُعدل الطبيعي، إضافة لوجود آفاتٍ خشنة على ذراعيها وساقيها وطفحٍ حطاطي في الوجه. لَفَت جون برينغل الانتباه إلى خمسةِ تقاريرَ سابقة، منها اثنان لم ينشرا. أصبح مُصطلح ورم برينغل الغدي الدهني شائِعًا لوصف الطفح الوجهي.

## بداية القرن العشرين

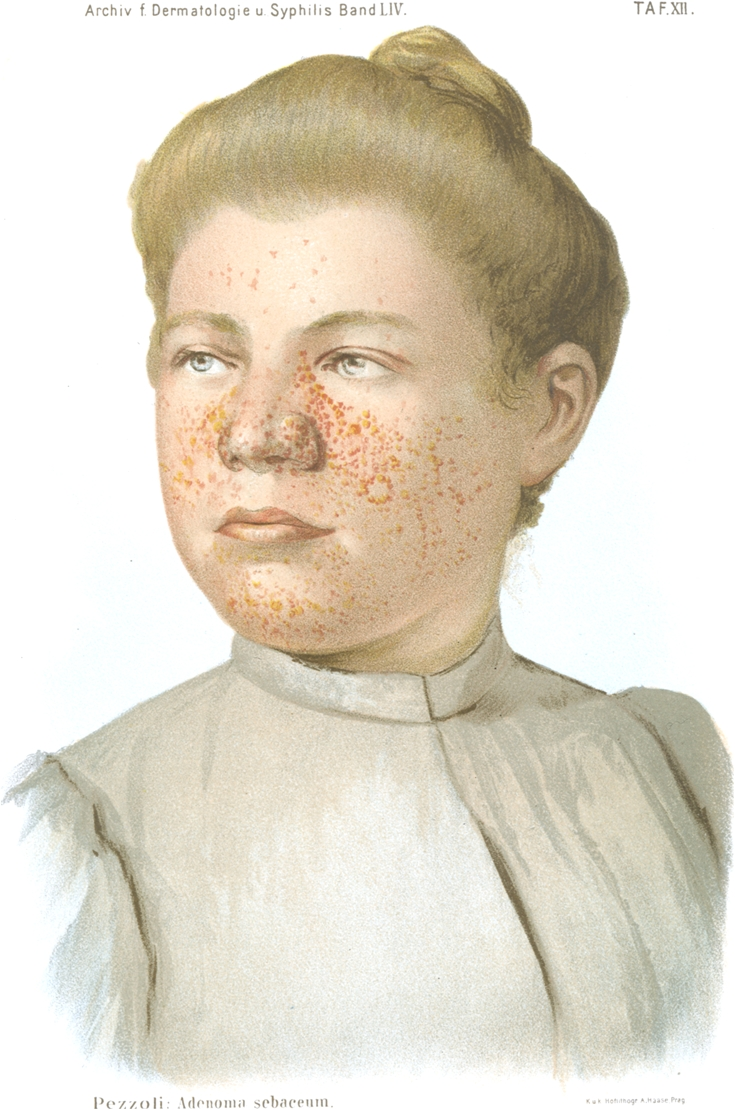
امرأة مُصابة بالورم الغدي الدهني عام 1900

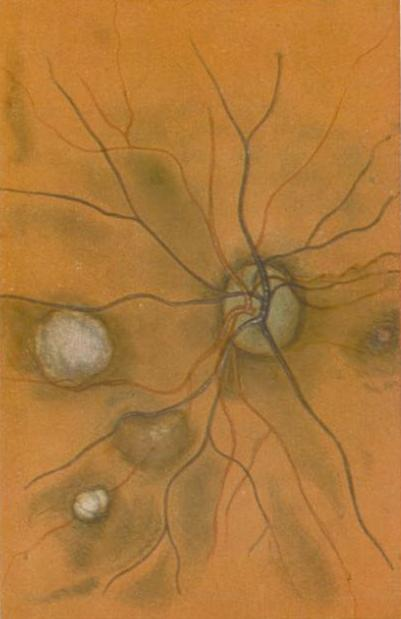
ورم أعدس شبكي مَنسوب إلى جان فان دير هوف

1901درسَ الطبيب الإيطالي جي بي بليتسي مرضيات الآفات الدماغية، حيثُ أشارَ إلى طبيعتها المُتعلقة بخلل التنسج، والتوضع القشري المغاير، والميالين المعيب. قام بليتسي بتصنيف الحدبات إلى النوع الأول (سطح أملس) والنوع الثاني (مع انخفاضاتٍ مركزية).
1903وصفَ الطبيب الألماني ريتشارد كوثي أورامًا ليفية مُحيطةً بالظفر، والتي أُعيد اكتشافها مرةً أُخرى على يد الطبيب الهولندي يوهانس كوينين عام 1932، وتعرف باسم أورام كوينين.
1906اعتبرَ طبيب الأعصاب الأسترالي ألفريد والتر كامبل، والذي كان يعمل آنذاك في إنجلترا، أنَّ الآفات الموجودة في الدماغ والجلد والقلب والكلى يسببها مرضٌ واحد، كما وصف المَرض الظاهر بالعين لأول مرة. ساعدتهُ مراجعته لعشرين حالةٍ موثقة على اقتراح تشخيصٍ ثلاثي الأعراض والذي يُنسب بشكلٍ أكبر إلى فوغت.
1908وضعَ طبيب الأطفال والأعصاب الألماني هاينريش فوغت معاييرَ تشخيص التصلب الحدبي، وأكدَ على العلاقة بين الطفح الوجهي والآثار العصبية في الحدبات القشرية. استمر ثالوث فوغت من الصرع والعته والورم الغدي الدهني لمدة 60 عامًا، حتى اكتشف مانويل غوميز أنَّ أقل من ثلث مرضى التصلب الحدبي كان لديهم الأعراض الثلاثة.
1910يُعتبر ج. كيربكزنيك أول من حددَ أنَّ التصلب الحدبي هو حالة وراثية، حيثُ وصف حالاتٍ لتوائم متطابقة إخوة، وأيضًا لعائلةٍ واحدة فيها ثلاثة أجيال مُتعاقبة مُتأثرة بالتصلب الحدبي.
1911وثّق إدوارد شيرلوك، وهو محامٍ ومُحاضر في علم الأحياء، تسعَ حالاتٍ في كتابه عن «ضُعف العقل»، وصاغَ إدوارد مُصطلحَ "epiloia" (تصلب معجر)، وهو لفظ منحوت من "epilepsy" (الصرع) و"anoia" (الغَباء). لم يعد هذا المُصطلح مستعملًا كثيرًا كمرادفٍ للتصلب الحدبي. في عام 1981، اقترحَ عالم الوراثة روبرت جيمس غورلين بأنَّ هذا المصطلح قد يكون اختصارًا مُفيدًا لِلصرع (epilepsy) وانخفاض الذكاء (low intelligence) والورم الغدي الدهني (adenoma sebaceum).
1913يُنسب الفضل إلى هـ. بيرغ في تدوينه لأول مرة أنَّ التصلب الحدبي هو اضطرابٌ وراثي، مُشيرًا أنَّ انتقاله يكون عبر جيلين أو ثلاثة أجيال.
1914وصفَ ب. شوستر مريضًا مع ورمٍ غدي دهني وصرع ولكن ذكاءه طبيعي، ويُسمى هذا التعبير الظاهري المُخفف للتصلب الحدبي باسم "forme fruste" (أي، شَكْل مُسْدَف، وهو شكل خفيف ولانموذجي من المرض).
1918نشرَ الطبيب الفرنسي رينيه لوتيمباغير أول تقريرٍ لحدوث داء الرئة الكيسي في مريضٍ بالتصلب الحدبي، بعدما توفيت مرأة بالغة من العمر 36 عامًا بسبب استرواح الصدر ثنائي الجانب. يعتقدُ رينيه لوتيمباغير أنَّ الكيسات والعقيدات قد تكون منتقلة من الساركومة الليفية الكلوية. هذه المُضاعفة تُصيب النساء فقط، وتُعرف باسم الورام العضلي الأملس الوعائي اللمفي.
1920وصف طبيب العيون الهولندي جان فان دير هوف ورمًا عابيًا شبكيًا (ورم أعدس)، وقامَ بجمع التصلب الحدبي والورام الليفي العصبي معًا باسم «المتلازمة العدسية» (أصبحت تُدعى لاحقًا المتلازمات العصبية الجلدية).
1924أشار هـ. ماركوس أنَّ السمات المميزة للتصلب الحدبي مثل التكلسات داخل القحف تكون مرئية عبر الأشعة السينية.

## منتصف القرن العشرين

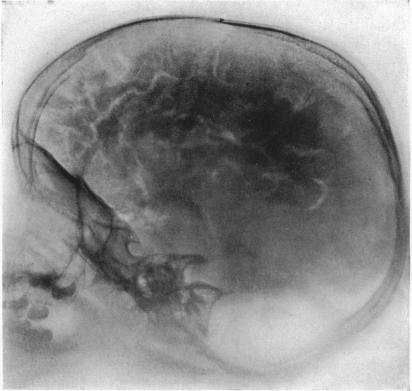
تصوير الدماغ المحقون بالغاز

1932درسَ ماكدونالد كريتشيلي وشارلز ج. س. إيرل 29 مريضًا بالتصلب اللوحي والموجودين في مستشفيات الأمراض العقلية، حيثُ وصفوا حركاتٍ سلوكية-غير طبيعية في اليد ومواقف غريبة وحركاتٍ متكررة (نمطية)، والتي تُشابه طيف التوحد، ولكن على الرغم من ذلك، كان هذا الوصف قبل 11 عامًا من اقتراح ليو كانر لمصطلح "autism" (التوحد). لاحظوا أثناء الدراسة وجود بقعٍ بيضاء على الجلد (بقع ناقصة الملانين).
1934بيّنَ ن. جا. بيركويتز ول. جي. راجلر احتمال تشخيص التصلب الحدبي باستعمال تصوير الدماغ المحقون بالغاز لإظهار العقيدات تحت البطانة العصبية غير المُتكلسة، والتي تُشبه الشمع المتساقط في الشمعة المُشتعلة على البطينات الجانبية.
1942اقترح سيلفان إي. مولتن مُركب التصلب الحدبي (the tuberous sclerosis complex)، والذي أصبح الاسم المُفضل حاليًا، حيثُ فسرَ الطبيعة الجهازية المُتعددة لهذا المرض. قدم مولتن ثلاث كلماتٍ لوصف المرض وفقًا لعلم الأمراض: الآفة الأساسية هي عيبية، تُصبح بدورها شبيهة بالورم (ورم عابي) أو ورم حقيقي (ورم أرومي عابي).
1954هجّنَ عالم الأمراض النرويجي ريدار إيكر نسلًا من جرذان ويستار لديها قابليةٌ لحدوث ورم غدي كلوي. أصبحت جرذات إيكر نموذجًا مهمًا للسرطان المُوَرث سياديًا.
1966قادَ فانور بيرو وبريس وير عمليات التدخل الجراحي للصرع في التصلب الحدبي، ومن المرضى السبعة الذين خضعوا لاستئصال الحدبة القشرية، أصبح اثنان منهم خاليين من النوبات الصرعية. قبل هذا، عُولج أربعة مرضى فقط جراحًيا لعلاج النوبات الصرعية المُرافقة للتصلب الحدبي.
1967استعرضَ جا.سي. لاغوس ومانويل رودريغيز غوميز 71 حالةً مُصابةً بالتصلب الحدبي، ووجدوا أنَّ 38% من المرضى يكون معدل الذكاء لديهم طبيعيًا.
1971طورَ عالم الوراثة الأمريكي ألفريد ندسون فرضية ندسون لتفسير تكون ورم أرومة الشبكية في الأطفال والبالغين. كان لدى الأطفال طفرة جنسية خلقية والتي اتحدت مع طفرة جسدية عمرية مُبكرة مؤديةً إلى الورم. ينطبق هذا النموذج على العديد من الحالات التي تتضمن جيناتٍ كابتة للورم مثل التصلب الحدبي. في ثمانينيات القرن العشرين، عززت دراسات كنودسن على جرذان إيكر من هذه الفرضية.
1975أشارَ جيوسبي بامبيغليون وإي. بيغ، في رسالةٍ إلى مجلة ذا لانسيت، أنَّ حوالي 69% من المرضى تَعرضوا لتشجناتٍ صرعية.
1975استخدمَ ريمان تخطيط الصدى الطبي لأور مرةٍ لفحص الكلى المصابة بالتصلب الحدبي في حالةٍ لامرأة تبلغ من العمر 35 عامًا تُعاني من فشلٍ كلويٍ مزمن.

## أواخر القرن العشرين

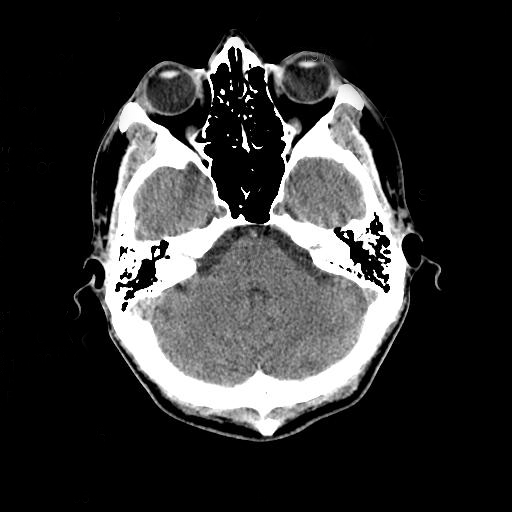
صُورة مقطعية محوسبة سليمة للجمجمة

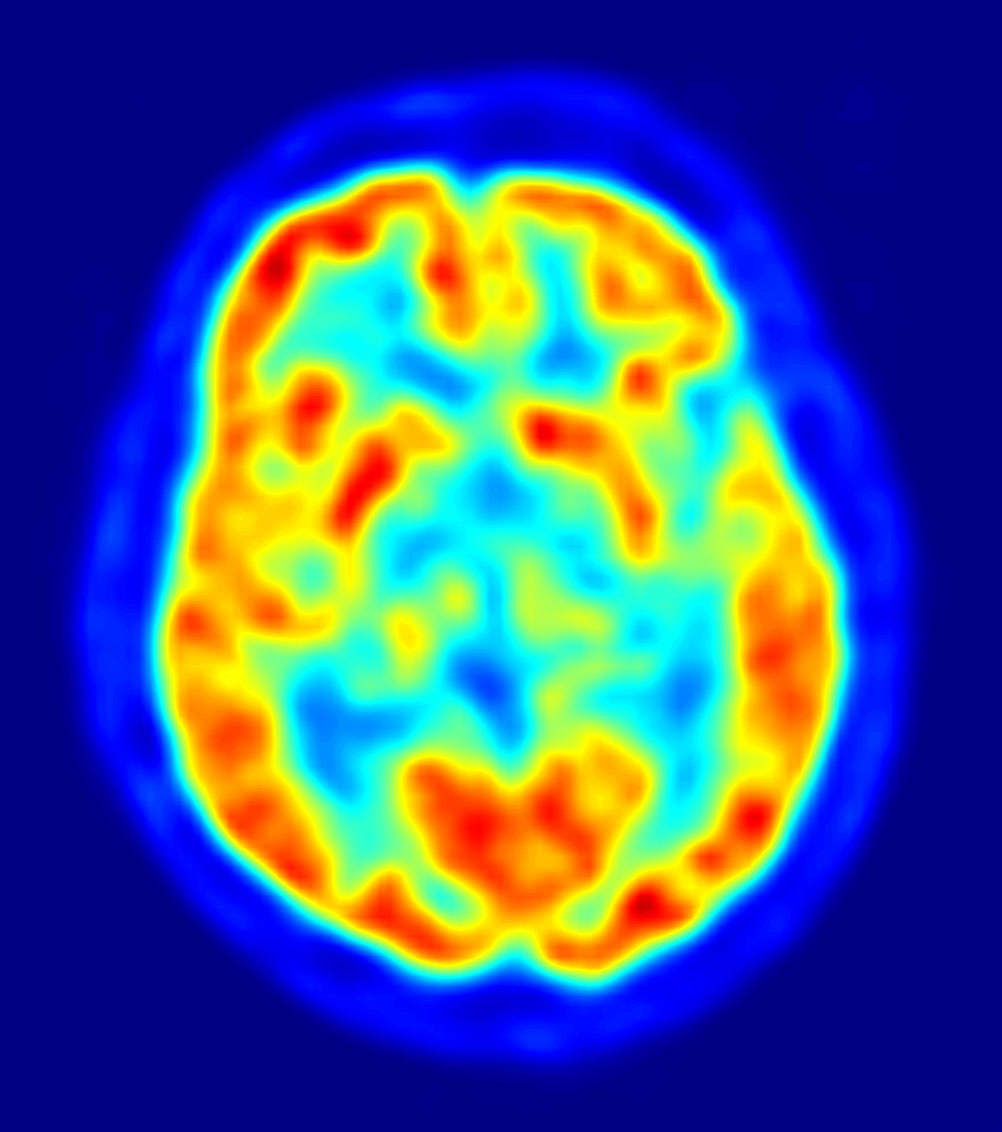
صورة مقطعية بالإصدار البوزيتروني سليمة للجمجمة

1976أَثبتَ التصوير المقطعي المُحوسب (اخترع عام 1972) أنهُ أداةٌ ممتازة لتشخيص الأورام الدماغية في الأطفال، بما يتضمن الأورام الموجودة في التَصلب الحَدَبي.
1979نشر مانويل غوميز أفرودةً بعنوان "Tuberous Sclerosis" (التصلب الحدبي)، والذي ظلَ الكتاب المرجعي لثلاث طبعاتٍ على مدى عقدين، حيثُ يصف الكتاب لأول مرة الطيف السريري الكامل لمرض التصلب الحدبي، كما يصف مجموعةً جديدةً من المعايير التشخيصية لتحل محل ثالوث فوغت.
1982نجحَ كينيث أرندت بعلاج ورم وعائي ليفي وجهي باستعمال ليزر الأرغون.
1983قُورنَ التصوير المقطعي بالإصدار البوزيتروني (PET، اخترع عام 1981) بالتصوير المقطعي المحوسب (CT) وتخطيط أمواج الدماغ (EEG)، حيثُ وجدَ أنهُ قادرٌ على تحديد تموضع الحدبات القشرية المخية المحدثة للصرع والتي قد لا تلاحظ من دونه.
1984اكتُشفت مجموعةٌ من التشنجات الطِفلِية في التصلب الحدبي والتي تُسبق بتفريغٍ بؤري عبر تخطيط أمواج الدماغ.
1985استُخدمَ التصوير بالرنين المغناطيسي (MRI، اختُرع عام 1980) لأول مرة في التصلب الحدبي لتحديد المناطق المتأثرة في دماغ فتاةٍ مُصابة بالتصلب الحدبي.
1987تقررَ أنَّ التصوير بالرنين المغناطيسي مُفضل على التصوير المقطعي المُحوسب في الحساسية والنوعية. في دراسةٍ شملت 15 مريضًا، حيثُ حُدِدَت عقيدات تحت البطانة العصبية مُوجهة نحو البطينات الجانبية في 12 مريضًا، وانفتال في الهيكل القشري الطبيعي في 10 مرضى (تناظر الحدبات القشرية)، وأيضًا حُددت بطينات متوسعة في 5 مرضى، كما لُوحظَ وجو ورم نجمي معروف من العقيدات الحميدة تحت البطانة العصبية في مريضٍ واحد.
1987وُجدَ أنَّ التصوير بالرنين المغناطيسي قادرٌ على توقع الشدة السريرية للمرض (النوبات الصرعية والتأخير النمائي)، حيثُ أُجريت دراسة على 25 مريضًا، وُجدَ فيها علاقةٌ مع عدد الحدبات القشرية المُحددة، وعلى النقيض من ذلك، فإنَّ التصوير المقطعي المُحوسب لم يكن مُفيدًا في التوقع، ولكنه تفوقَ في تحديد الآفات المُتكلسة.
1987حدد تحليل الارتباط الجيني في 19 عائلة مُصابة بالتصلب الحدبي، جينًا على الكروموسوم 9.
1988في دراسةٍ على 6 أطفال مُصابين بالتصلب الحدبي، استُخدِمَ التصوير بالرنين المغناطيسي، حيثُ وَجدَ حدباتٍ قشرية تُقابل بالضبط موقع بُؤر تخطيط الدماغ الكهربائي، وخصيصًا الحدبات القشرية الأمامية التي ترتبط مع نوباتٍ أكثرُ تعقيدًا.
1990وُجدَ أنَّ مُضاد الصرع فيغاباترين فعالٌ جدًا في علاجِ التشجنات الرضيعية، خاصةً في الأطفال المصابين بالتصلب الحدبي. في عام 1997 اكتُشف أنه من الآثار الجانبية المُحتملة للفيغاباترين إحداثُ تضيقٍ مستمرٍ شديد في المجال البصري، لذلك أصبحت المعالجة الأحادية بالفيغاباترين مُقيدةٌ إلى حدٍ كبير في مجموعةٍ من المرضى.
1992حدد تحليل الارتباط الجيني موقع جينٍ ثانٍ على الكرومسوم 16p13.3، على مقربةٍ من جين النوع الأول من مرض الكلى المتعدد الكيسات (PKD1)‏.
1993أعلن الاتحاد الأوروبي للتصلب الحدبي بالكروموسوم 16 عن استنساخ TSC2، ومنُتجه يُسمى توبرين.
1994اكتُشفَ أنَّ جرذان إيكر عبارةٌ عن نموذج حي على التصلب الحدبي، لامتلاكها طفرة على الجين الجرذي المُناظر لجين TSC2.
1995وُثقَ أنَّ متواليات التصوير بالرنين المغناطيسي مع استعادة السائل الموهن بالانقلاب (FLAIR) أفضل بِكثير في تحديدِ الحدبات الصغيرة من تقنية الصور في الزمن الثاني الموزون (T2-weighted images)، وخاصةً الحدبات تحت القشرة.
1997أعلن اتحاد TSC1 عن استنساخ TSC1، ومنُتجه يُسمى همراتن.
1997اكتُشف أنَّ جين PKD1، والذي يؤدي إلى مرض الكلى متعدد الكيسات الجسدي السائد، وجين TSC2 مُتقاربين على الكرموسوم 16p13.3. قام فريق في معهد علم الوراثة الطبية في ويلز بدراسةٍ على 27 مريضًا لا علاقةً لهم بمرض التصلب الحدبي والمرض الكيسي الكلوي، حيثُ توصلوا أنَّ مرض الكلية الشديد في مرضى التصلب الحدبي غالبًا يحدثُ بسبب حذفٍ جيني مُجاور في TSC2 وPKD1، كما لاحظوا أيضًا أنَّ المرض يختلف (يحدث بوقت مُبكر وأكثر شدة) عن المرضى المُصابين بمرض الكلى متعدد الكيسات الجسدي السائد، وأنَّ مرضى TSC1 لا يعانون من مرضٍ كيسيٍ كبير.
1997قامَ كلٌ مِن باتريك بولتون وبول غريفيث بفحصِ 18 مريضًا مُصابين بالتصلب الحدبي، وكان نِصفهم مُصابًا بنوعٍ من التوحد، كما وجدوا رابطًا قويًا بين مرضى التوحد والحدبات في الفصوص الصدغية.
1998أصدرَ مؤتمر إجماع التصلب الحدبي معاييرًا تشخيصية مُنقحة، وهي المعايير الحالية للمرض.
1998قام فريقٌ إيطالي باستخدام تخطيط الدماغ المغناطيسي (MEG) لدراسة 3 مرضى يُعانون من التصلب الحدبي والصرع الجزئي. بالاشتراك مع استخدام التصوير بالرنين المغناطيسي، استطاعَ الفريق دراسةَ الارتباط بين المناطق الحدبية في الدماغ والخلل الوظيفي العصبي والمناطق المُولدة للصرع. ستؤكد دراسات لاحقة أنَّ تخطيط الدماغ المغناطيسي يَتفوق على تخطيط أمواج الدماغ في تحديد الحدبات المولدة للصرع، والتي قد تكون قابلةً للاستئصال الجراحي.

## القرن الحادي والعشرون

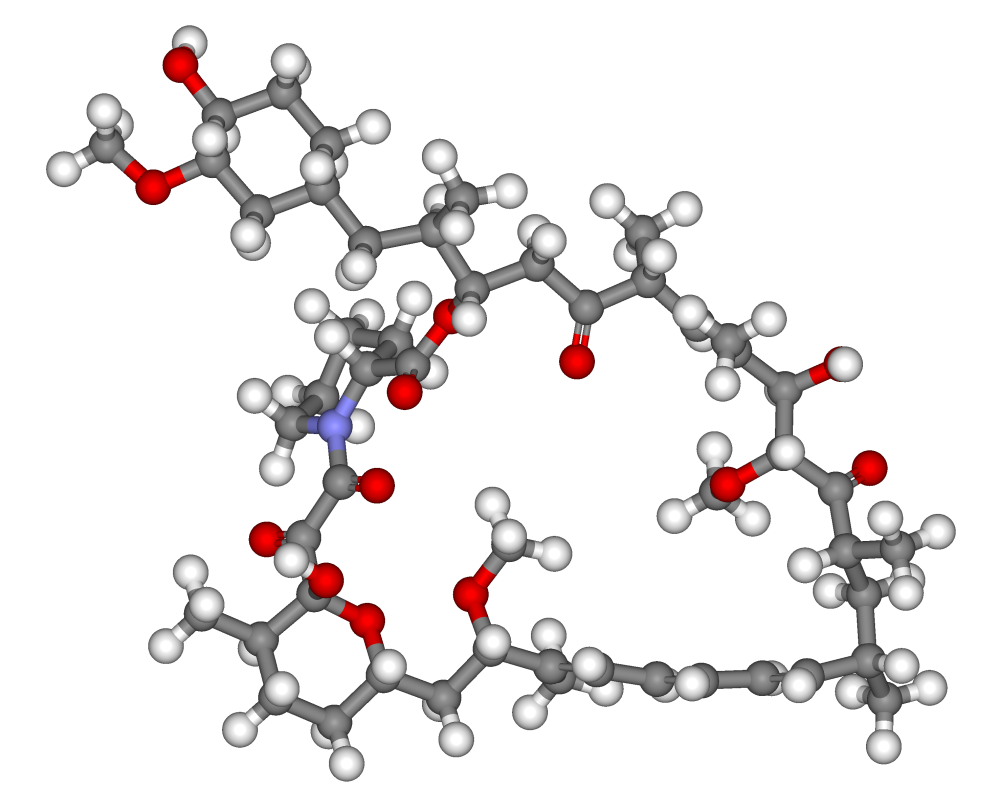
الراباميسين (سيروليموس)

2001إجراء دراسة تعرض على مجموعةٍ متعددة من المراكز، حيثُ شملت العينة 224 مريضًا، وقد تم فحصهم بالنسبة للطفرات وشدة المرضي. المرضى المُصابون بـ TSC1 كانوا أقلَ شدةٍ من أولئك المُصابين بـ TSC2، حيثُ كان لديهم نوبات تشنجية وضعف ذهني أقل، كما كانت بعض أعراض التصلب الحدبي نادرة أو غير موجودة لديهم. كان الاستنتاج بأنه «يظهر بأنَّ طفرات الخط الإنتاشي والطفرات الجسدية أقل شيوعًا في TSC1 من TSC2».
2002عملت العديد من المجموعات البحثية على التحقق من كيفية عمل المُنتجات الجينية TSC1 وTSC2 (همراتن وتوبرين) معًا على تثبيط هدف الثدييات من الراباميسين (mTOR)-يتوسط إرسال الإشارات مع التيار. يُنظم هذا المسار المهم تكاثر الخلايا وتثبيط الأورام.
2002وجد أنَّ العلاج بالراباميسين (سيروليموس) يُقلص الأورام في نماذج التصلب الحدبي من جرذان إيكر (TSC2) وفأر (TSC1).
2006أظهرت التجارب الصغيرة نتائجًا مُبشرة في استخدام الراباميسين لتقليص الورم الشحمي العضلي الوعائي والأورام النجمية. بدأت العديد من التجارب السريرية الكبيرة مُتعددة المراكز بعلاج الورام العضلي الأملس الوعائي اللمفي والورم الشحمي العضلي الوعائي الكلوي بالراباميسين، كما أنَّ أورام النجميات العملاقة عُولجت بالإيفيروليموس المُشتق من الراباميسين.
2012
عُقد مؤتمرٌ للتوافق ونشر المبادئ التوجيهية المُنقحة لتشخيص التصلب الحدبي والتعامل معه.